# Renouveau celtique
Le renouveau celtique est un mouvement culturel spontané qui rassemble autour de lui des pays qui se réclament d’un héritage celtique et qui s'exprime à travers la diffusion des langues celtiques, les arts, la vie associative, ou encore le sport.

## Historique

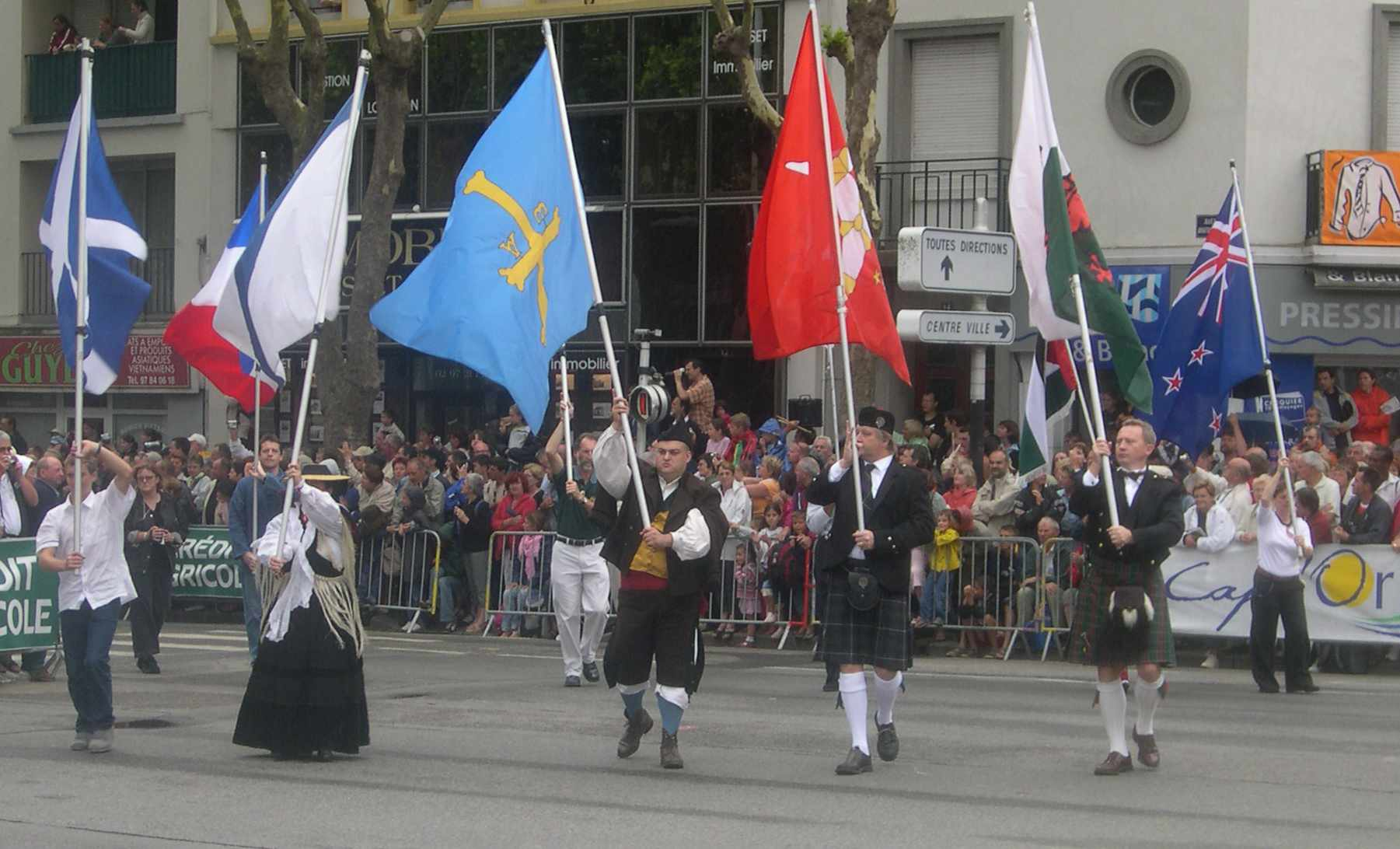
Grande parade du festival interceltique de Lorient

La conquête romaine, puis les migrations germaniques et la christianisation sont les causes primaires du déclin de la civilisation celte ou des cultures celtophones. Par la suite, des États nés de ces évènements historiques n’ont guère laissé d’espace propice à l’épanouissement des communautés celtophones subsistantes. Malgré tout, une grande partie de l'Europe occidentale conserve un héritage celtique dans la toponymie, et peut-être dans certains traits culturels qu’il est difficile de définir. Cet héritage toponymique, la répartition des inscriptions anciennes, le mobilier archéologique et les textes permettent cependant aux historiens et aux archéologues d’avancer quelques hypothèses, souvent divergentes, sur l’émergence des Celtes dans l’histoire européenne. On peut pourtant s’étonner de la faiblesse de l’influence celtique dans les langues qui ont supplanté le celtique, notamment les idiomes romans et germaniques. Malgré le peu de traces laissées par les langues celtiques continentales il subsiste l’important patrimoine linguistique que sont les langues celtiques insulaires, dont le breton, souvent encore vivantes avec une domination – parfois actuelle – de la langue orale sur la langue écrite, et une richesse dans les arts décoratifs, avec un style de motifs unique en Europe (cf. le Livre de Kells par exemple). Il est fréquent d'entendre parler de « musique celtique », malgré le manque de sources et la diversité des styles musicaux, même entre pays celtophones ou récemment encore celtophones, ce qui rend difficile à identifier ce qui pourrait provenir d’un hypothétique fond celtique initial, c'est plutôt un label qui s'est imposé dans le paysage musical contemporain à partir du XXe siècle.
Depuis quelques siècles, un mouvement culturel est né, qui vise à retrouver ou à recréer une dynamique interceltique, essentiellement par des échanges linguistiques, sportifs et artistiques. Parmi les événements remarquables qui concrétisent cette volonté, on peut citer :
- Au XVIIIe siècle, un mouvement néo-druidique apparaît en Grande-Bretagne : en 1717, John Toland institue l’Ancient Druid Order ; la publication des Chants d'Ossian, entre 1760 et 1765, stimule l'intérêt pour l'épopée celtique et les langues gaéliques un peu partout en Europe ; en 1781, Henry Hurle crée à Londres l’Ancient Order of Druids ; en 1792, Iolo Morganwg fonde à Primerose Hill, le gorsedd (mot gallois qui signifie « trône », « assemblée »), qui est à la base du néo-bardisme gallois. La branche druidique bretonne a été officiellement fondée le 1er septembre 1900 à Guingamp. Les néo-druides se rassemblent en gorsedd, ils se voient comme des héritiers des druides de l’Antiquité, mais ils sont le plus souvent considérés comme des mouvements maçonniques ou de quête spirituelle. La hiérarchie reprend celle supposée des druides antiques : druide, barde, ovate.
- Au XIXe siècle, quelques érudits à l'intérieur d'un courant de pensée appelé celtomanie, perçoivent l'importance ethnologique d'un monde rural en profonde mutation, et battent la campagne pour collecter les contes, légendes, coutumes et musiques locales. C'est aussi l'époque où se crée la majorité des sociétés savantes qui font un travail de recherche, notamment sur la période historique préromaine. Ces travaux, naturellement influencés par les méthodes et idéaux de l'époque, ont cependant permis de récolter une matière celtique qui sans cela aurait disparu. Citons, pour exemple, le Barzaz Breiz du sieur de La Villemarqué.
- Au XXe siècle, la première période est surtout marquée par des revendications politiques, qui aboutissent par exemple à la création de la république d'Irlande, la seconde sera plus culturelle : reprise de jeux interceltiques, large diffusion mondiale d'une musique dite celtique[3], renouveau de la harpe celtique en Bretagne[3] et création des bagadoù, mise en place du Festival interceltique de Lorient[4]. À l'origine centré sur les Îles Britanniques et la Bretagne armoricaine, c’est-à-dire des pays possédant une littérature, des textes et des chants en langue celtique, le mouvement s'élargit actuellement à de nouvelles régions d'Europe, voire extra-européennes, qui revendiquent des racines celtes, en mettant en avant toutes sortes de traditions folkloriques auxquelles elles attribuent, à tort ou à raison, une origine celtique. C’est le cas par exemple, depuis les années 90, des Asturies et de la Galice, régions d'Espagne.

## Le renouveau celtique en musique
Le phénomène identitaire touche de longue date les communautés d'origine celtique insulaire émigrées dans des pays Outre-Atlantique, comme les États-Unis (les premiers enregistrements acoustiques de ballades irlandaises nous viennent des États-Unis), le Canada et même l'Amérique Latine, où le nombre et la notoriété des artistes s'inspirant de la musique « celtique », en fait irlandaise ou écossaise, ne cesse de croître, à l'image de la canadienne Loreena McKennitt.
En France et au-delà (à l'occasion de très nombreuses tournées internationales), c'est le musicien et celtophile Alan Stivell qui est à l'origine d'une véritable vague musicale celtique à partir de 1972 (voir le livre de Laurent Bourdelas paru au printemps 2012 à son sujet). Alan Stivell fait découvrir à un large auditoire un instrument traditionnel dont l'usage se perdait un peu, la harpe celtique. Carlos Núñez sonneur de gaïta , The Chieftains et ses flûtes et tambours, ou encore, quelques décennies plus tard, le groupe Talisk avec son joueur énergique de concertina, Mohsen Amini, apportent à la fin du XXe siècle ou début du XXIe siècle de nouvelles compositions, relancent l'engouement sur la musique celtique dans plusieurs contrées européennes et mettent en exergue des instruments bien spécifiques, porteurs d'une tradition, au cœur de leur musique,,.
Le renouveau celtique touche aussi d'autres genres de musique. Ainsi ces dernières années est apparu le metal celtique avec des groupes comme Cruachan et Bran Barr qui contribuent à le populariser. De même le renouveau celtique a aussi donné naissance au punk celtique popularisé par The Pogues.

## Le renouveau celtique en littérature
Entre la fin du XIXe siècle et le début du XXe siècle, le renouveau celtique en Irlande est marqué par une renaissance de la poésie irlandaise qui, comme pour le Félibrige en Provence, s'appuie sur la préservation des parlera locaux.

## Le renouveau celtique dans le monde associatif
(à compléter avec néo-druidisme, ligue celtique, congrès celtique)

## Le renouveau celtique en sport
Aujourd'hui les noms de deux clubs de football font référence à l'origine celte ou supposée telle de leur région : le Celta Vigo à Vigo en Espagne, et le Celtic Glasgow à Glasgow en Écosse.

## Langues celtiques

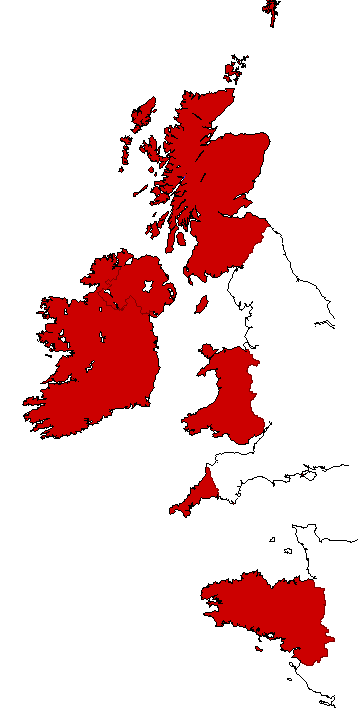
Pays pour lesquels des langues celtiques sont attestées, du Moyen Âge aux temps modernes.

La survie des langues celtiques en tant que langues vivantes au XXIe siècle est au cœur même de la problématique.
Déjà certaines langues celtiques ont complètement disparu, telles les langues celtiques continentales comme le gaulois. D'autres sont encore vivantes, mais marginales : elles ne sont plus parlées couramment que par une frange minime de la population, laquelle s'exprime essentiellement dans la langue du pays historiquement dominant (l'anglais dans les Îles Britanniques, le français pour la Bretagne armoricaine). Cependant la situation est contrastée :
- En France, dans la moitié ouest de la Bretagne, le breton, bien que pratiquement éradiqué par le système éducatif français, se transmet encore de parents à enfants ; il est aussi enseigné dans de rares écoles grâce à la volonté de quelques parents et au travail d'associations comme Diwan, Dihun ou Div yezh (voir l'article : Enseignement du breton). À noter que le breton est la seule langue celtique qui ne dispose d'aucun statut officiel dans le pays où elle est parlée.
- Au Royaume-Uni de Grande-Bretagne et d'Irlande du Nord :
  - le cornique, en Cornouailles, s'y est parlé jusqu'au XVIIIe siècle ; revivifié, il est maintenant reconnu en tant que langue régionale d'Angleterre ;
  - l'écossais (ou gaélique d'Écosse) est encore la langue natale dans certains endroits comme les îles de Skye et de Raasay, où les panneaux sont bilingues ;
  - au Pays de Galles, un quart de la population parle encore le gallois ; cette langue est enseignée à l'école et dispose d'une médiatisation grandissante (nombreux journaux, une chaîne de télévision monolingue en gallois). De fait, le gallois est la première langue celtique en nombre de locuteurs, et ce nombre est en expansion.
- En Irlande, l' irlandais, est une des deux langues officielles avec l'anglais, et est encore la langue maternelle de certaines régions comme le Connemara et les îles d'Aran ; l'irlandais a constitué une marque de résistance contre l'occupation anglaise. Il est enseigné à l'école. Il est, depuis 2007, l'une des 24 langues officielles de l'Union européenne.